# Gervaine
Die Gervaine ist ein Fluss in Frankreich, der im Département Eure-et-Loir in der Region Centre-Val de Loire verläuft. Sie entspringt im Regionalen Naturpark Perche, an der Gemeindegrenze von Senonches und La Ferté-Vidame, entwässert generell in nordöstlicher Richtung und mündet nach rund 19 Kilometern im Gemeindegebiet von Brezolles als rechter Nebenfluss in die Meuvette.

## Orte am Fluss
(Reihenfolge in Fließrichtung)
- Gervaine, Gemeinde La Puisaye
- La Gué Bourdon, Gemeinde La Framboisière
- La Saucelle
- Crucey-Villages
- La Choltière, Gemeinde Crucey-Villages
- Le Pont Aubert, Gemeinde Brezolles